# Comune di Aasiaat

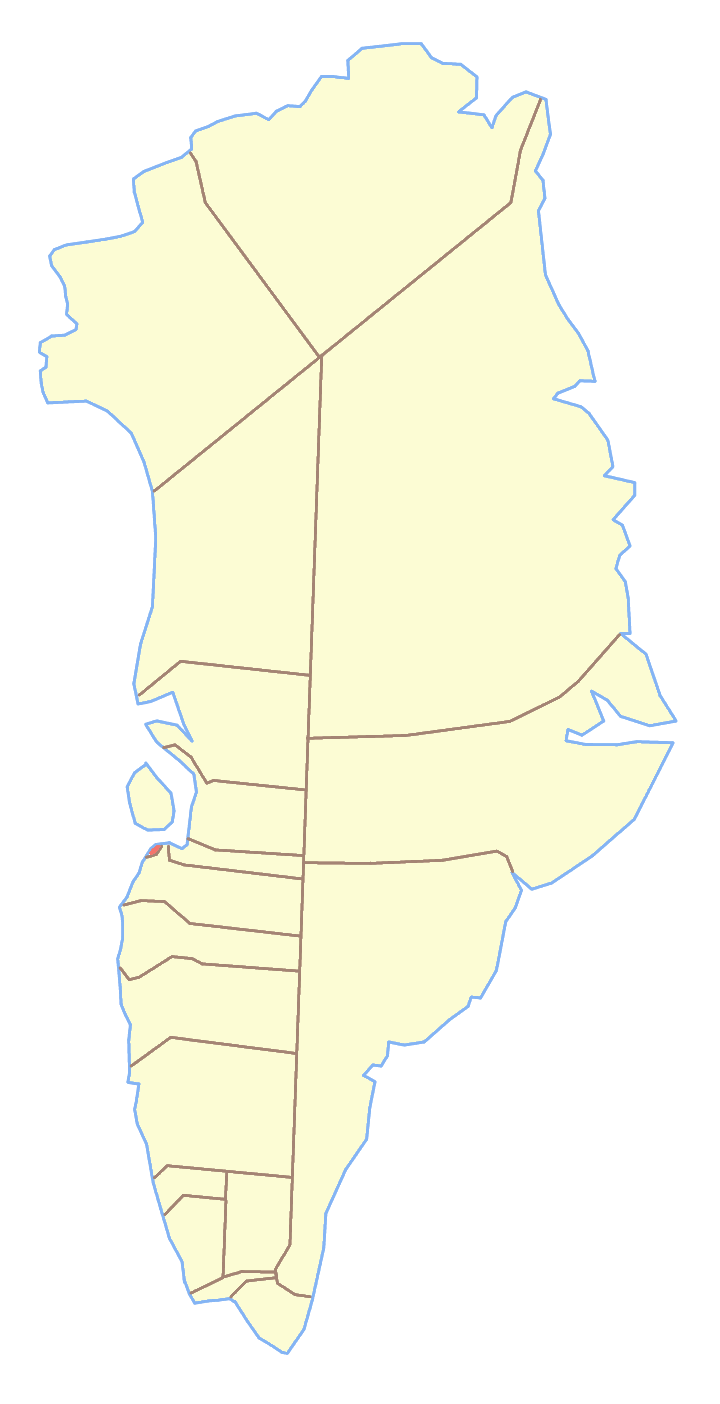
Il comune di Aasiaat nell'ambito della vecchia suddivisione

Il comune di Aasiaat (groenlandese: Aasiaat Kommuniat; danese: Aasiaat Kommune) fu un comune della Groenlandia dal 1950 al 2008. La sua superficie era di 600 km² e la sua popolazione era di 3 310 abitanti (1º gennaio 2005); si trovava nella contea di Kitaa (Groenlandia Occidentale) e il suo capoluogo era Aasiaat.
Il comune fu istituito il 18 novembre 1950, e cessò di esistere il 1º gennaio 2009 dopo la riforma che rivoluzionò il sistema di suddivisione interna della Groenlandia; il comune si fuse insieme ad altri sette (Kangaatsiaq, Qasigiannguit, Ilulissat, Qeqertarsuaq, Uummannaq, Upernavik e Qaanaaq) a formare il comune di Qaasuitsup, soppresso il 1º gennaio 2018 e suddiviso nei due nuovi comuni di Avannaata e Qeqertalik. 
Il comune di Aasiaat, insieme a quello di Qeqertarsuaq, era l'unico a non occupare territori sull'isola della Groenlandia, poiché si sviluppava completamente sull'Arcipelago di Aasiaat. Oltre al capoluogo, altri villaggi si trovavano all'interno di questo comune: Akunnaaq e Kitsissuarsuit.